# Palestina nos Jogos Olímpicos de Verão de 2020
A Palestina participa nos Jogos Olímpicos de Verão de 2020 em Tóquio. Originalmente programados para ocorrerem de 24 de julho a 9 de agosto de 2020, os Jogos foram adiados para 23 de julho a 8 de agosto de 2021, por causa da pandemia COVID-19. Será a sétima participação da nação nas Olimpíadas.

## Competidores
Abaixo está a lista do número de competidores nos Jogos.
| Esporte        | Masculino | Feminino | Total |
| -------------- | --------- | -------- | ----- |
| Atletismo      | 0         | 1        | 1     |
| Judô           | 1         | 0        | 1     |
| Halterofilismo | 1         | 0        | 1     |
| Total          | 2         | 1        | 3     |

## Atletismo
A Palestina recebeu uma vaga de Universalidade da IAAF para enviar uma atleta às Olimpíadas.
- Nota– As posições para os eventos de pista são em relação à bateria do atleta
- Q = Qualificado para a próxima fase
- q = Qualificado para a próxima fase como o perdedor mais rápido ou, em eventos de campo, pela posição sem atingir o alvo para qualificação
- NR = Recorde nacional
- N/A = Fase não aplicável para o evento
- Bye = Atleta não precisou disputar aquela fase

Eventos de pista e estrada
| Atleta        | Evento         | Eliminatória | Eliminatória | Quartas-de-final | Quartas-de-final | Semifinal | Semifinal | Final     | Final   |
| Atleta        | Evento         | Resultado    | Posição      | Resultado        | Posição          | Resultado | Posição   | Resultado | Posição |
| ------------- | -------------- | ------------ | ------------ | ---------------- | ---------------- | --------- | --------- | --------- | ------- |
| Hanna Barakat | 100 m feminino |              |              |                  |                  |           |           |           |         |

## Judô
A Palestina inscreveu um judoca para os Jogos através de um convite tripartite da International Judo Federation.
Masculino
| Atleta           | Evento | Fase de 32           | Oitavas-de-final     | Quartas-de-final     | Semifinais           | Repescagem           | Final / BM           | Final / BM |
| Atleta           | Evento | Adversária Resultado | Adversária Resultado | Adversária Resultado | Adversária Resultado | Adversária Resultado | Adversária Resultado | Posição    |
| ---------------- | ------ | -------------------- | -------------------- | -------------------- | -------------------- | -------------------- | -------------------- | ---------- |
| Wesam Abu Rmilah | -81 kg |                      |                      |                      |                      |                      |                      |            |

## Halterofilismo
A Palestina recebeu um convite da Comissão Tripartite da IWF para enviar Mohammed Hamada na categoria 96 kg das Olimpíadas.
Masculino
| Atleta          | Evento | Arranque  | Arranque | Arremesso | Arremesso | Total | Pos. |
| Atleta          | Evento | Resultado | Pos.     | Resultado | Pos.      | Total | Pos. |
| --------------- | ------ | --------- | -------- | --------- | --------- | ----- | ---- |
| Mohammed Hamada | -96 kg |           |          |           |           |       |      |